# Gualta
Gualta est une commune de la province de Gérone, en Catalogne, en Espagne, de la comarque de Baix Empordà.

## Lieux et monuments

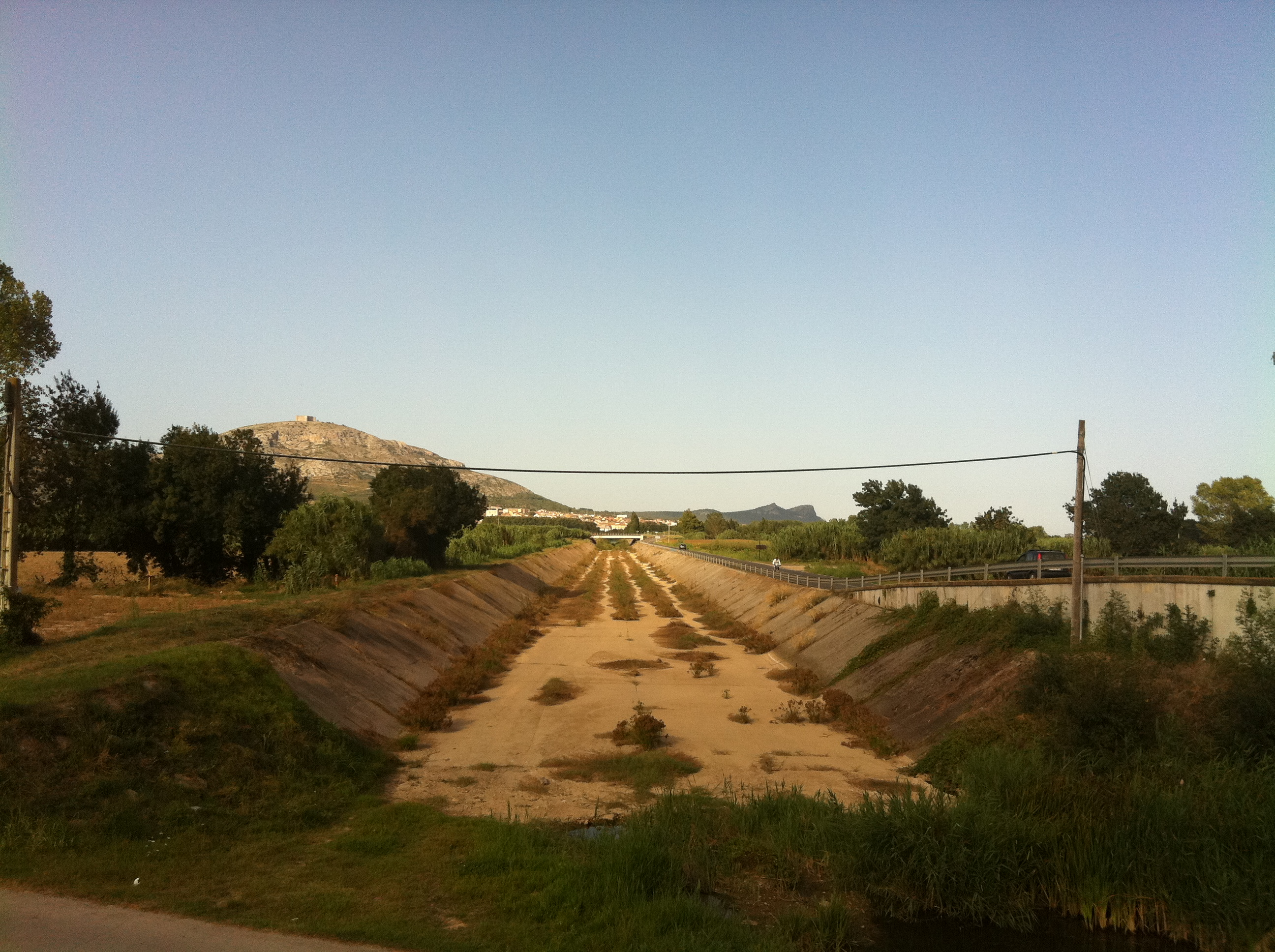
Gualta - pont canal